# The Method
The Method (Russisch: Метод, Nederlands: De methode) is een Russische misdaaddrama-televisieserie, geproduceerd door Sreda, met in de hoofdrollen Konstantin Khabensky en Paulina Andreeva.
De eerste aflevering werd uitgezonden op het Russische Eerste Kanaal op 18 oktober 2015. De Engelstalige Netflix zond de serie uit, in ieder geval tussen 2017 en 2019. Er is een tweede seizoen gepland op het Russische Eerste Kanaal voor 2020.

## Inhoud
De serie draait om Rodion Meglin (gespeeld door Konstantin Khabensky), een speciale detective van de Russische politie die eigenlijk meer een burgerwacht is, op jacht naar maniakken die niet kunnen worden gepakt door het standaard politiesysteem. Zijn methode is voor iedereen een raadsel. Hij werkt alleen, totdat het Esenya Steklova (gespeeld door Paulina Andreeva), net afgestudeerd aan de rechtenfaculteit, lukt om door Meglin als stagiaire in dienst te worden genomen. Een van de redenen waarom zij graag voor Meglin wil werken is omdat haar moeder onder mysterieuze omstandigheden werd vermoord en haar vader, een hoge functionaris, haar niet alles lijkt te vertellen. Zij hoopt dat de methode die ze van Meglin zal leren, haar zal helpen de moordenaar van haar moeder te vinden.

## Rolverdeling
- Konstantin Khabensky - Rodion Meglin
- Paulina Andreeva - Eseniya Steklova
- Alexander Petrov - Zhenya
- Alexander Tsekalo - "Feestelijke moordenaar"
- Yekaterina Dubakina - Anyula Zakharova
- Zachar Kabanov - Pasha Orlov
- Timofey Tribuntsev - Koluya
- Valentin Samokhin - Andrei Zhukov
- Sergei Belyaev - Egorov
- Yan Tsapnik - Zhora
- Ivan Dobronravov - Pavlik Tolmachov

## Productie
In de pers werd een vergelijking gemaakt tussen de Amerikaanse serie Dexter en The Method. De producenten hebben verklaard dat deze serie geen bewerking is van Dexter.

## Prijzen
De serie won in 2016 drie prijzen op het TEFI, een jaarlijkse Russische prijs in de televisieindustrie, te weten:
- Beste televisiefilm/tv-serie
- Beste acteur van een televisiefilm/serie (Konstantin Khabensky)
- Beste televisieproducent van het seizoen (Alexander Tsekalo voor het maken van verschillende televisieseries).